# Marrying Maiden
Marrying Maiden — второй студийный альбом американской группы It’s a Beautiful Day, изданный лейблом Columbia Records в июне 1970 года. Альбом поднялся до #28 в Billboard Top LP’s и #45 в британских чартах.

## Список композиций

### Сторона «А»
1. «Don and Dewey» (David LaFlamme) — 5:16
2. «The Dolphins» (Fred Neil) — 4:30
3. «Essence of Now» (Mitchell Holman) — 3:20
4. «Hoedown» (David LaFlamme) — 2:29
5. «Soapstone Mountain» (David LaFlamme) — 4:20

### Сторона «Б»
1. «Waiting for the Song» (Hal Wagenet) — 1:03
2. «Let a Woman Flow» (LaFlamme, Pattie Santos) — 4:04
3. «It Comes Right Down to You» (Fred Webb, Robert Lewis) — 3:14
4. «Good Lovin’» (Webb, Holman) — 3:59
5. «Galileo» (Wagenet) — 3:02
6. «Do You Remember the Sun?» (Webb, Lewis) — 3:14

## Состав группы
- Дэвид ЛаФламме — скрипка, гитара, флейта, вокал
- Хэл Вагенет — гитары
- Фред Вэбб — клавишные, вокал, валторна
- Митчелл Холман — бас-гитара, варган, бэк-вокал
- Вэл Фуэнтес — ударные, бэк-вокал
- Патти Сантос — перкуссия, вокал

Приглашённые музыканты
- Джерри Гарсия — педальная слайд-гитара (трек 8), банджо (трек 4)
- Ричард Олсен — кларнет (трек 8)